# Ivan Maisky
Ivan Mikhailovich Maisky (também transliterado como "Maysky"; em russo:  Ива́н Миха́йлович Ма́йский; 19 de janeiro de 1884 – 3 de setembro de 1975) foi um diplomata, historiador e político soviético, notável como embaixador da União Soviética no Reino Unido durante grande parte da Segunda Guerra Mundial. 

## Vida e carreira
Ivan Maisky nasceu como Jan Lachowiecki, em Kirillov, em uma família de judeus poloneses viviam na Rússia Imperial. Suas primeiras atividades revolucionárias levaram à sua expulsão da Universidade de São Petersburgo em 1902. Após um período de exílio na Sibéria, viajou pela Europa Ocidental, onde aprendeu inglês e francês. Em 1912, se estabeleceu em Londres até 1917. Lá, conheceu e fez amizade com Georgii Chicherin e Maxim Litvinov. À medida que seu inglês melhorava, seu círculo de amigos se expandia, chegando a incluir pessoas como George Bernard Shaw, HG Wells e Beatrice Webb. 
No início da Guerra Civil Russa e durante a revolta da Legião Checoslovaca na Sibéria, Maisky retornou à Rússia e se estabeleceu em Samara, onde se juntou ao governo local do Comitê de Membros da Assembleia Constituinte, razão pela qual foi banido pelos Mencheviques. 
Em 1921, ingressou oficialmente no Partido Comunista da Rússia (Bolcheviques), o que marcou o início de sua longa carreira no sistema comunista russo. Em 1922, começou a trabalhar como diplomata em vários cargos, incluindo Londres, Tóquio e Helsinque. Em 1924, também atuou como o primeiro editor da revista literária "Zvezda", de Petrogrado. 
Em 1929, foi o enviado soviético para a Finlândia. Colaborador próximo de Maxim Litvinov, Maisky era um membro ativo e enviado soviético ao Comitê de Não Intervenção durante a Guerra Civil Espanhola. 
Em 1932, Maisky retornou a Londres como o embaixador oficial soviético na Corte de São Jaime. Atuou nesse posto até 1943.
Enquanto embaixador, Maisky dirigiu-se ao maior número possível de públicos com o objetivo de diminuir o ar de hostilidade contra a União Soviética que era presente no início dos anos 30; tarefa essa que Litvinov "encorajou Maisky a empreender de todas as maneiras possíveis". Uma vez que Litvinov foi dispensado, tudo isso mudou. Maisky afirmou: "Longe de todos os principais camaradas" (incluindo provavelmente Molotov) "percebemos o valor de tais discursos". 
Após o início da Segunda Guerra Mundial, Maisky enfrentou uma série de crises, incluindo uma intensa hostilidade britânica em relação aos soviéticos, como resultado da Guerra de Inverno com a Finlândia.
Em 1941, após a Alemanha invadir a União Soviética, Maisky foi responsável pela normalização das relações com os aliados ocidentais. Entre outros acordos, assinou o Tratado Sikorski-Mayski de 1941, que declarava nulo e sem efeito o Tratado de Não Agressão entre a Alemanha e a União das Repúblicas Socialistas Soviéticas. Também foi responsável por normalizar as relações entre a União Soviética e o governo polonês no exílio, permitindo que centenas de milhares de poloneses fossem libertados dos campos de prisioneiros de guerra soviéticos. 
Durante esses anos em Londres, garantiu a Josef Stalin que a Grã-Bretanha não tinha interesse em assinar um acordo de paz separado com a Alemanha.
Maisky também pressionou a Grã-Bretanha a abrir uma segunda frente contra os alemães ao norte da França. Ele manteve contato próximo com Winston Churchill e Anthony Eden e visitava diariamente o Ministério das Relações Exteriores para informar-se acerca dos últimos acontecimentos.
Em 1943, foi chamado de volta a Moscou, onde foi promovido ao posto de Vice-comissário de Relações Exteriores. Maxim Litvinov foi convocado para Moscou ao mesmo tempo, mas ninguém sabe ao certo por que Stalin os convocou. Várias teorias são apresentadas na biografia de Maxim Litvinov, escrita por J Holroyd-Doveton. O motivo oficial foi dado por Molotov, ao anunciar a convocação de Maisky e Litvinov, enfatizando o fato de que havia a necessidade de aconselhamento em Moscou. Havia uma certa escassez na capital soviética de homens que tinham a amplitude de conhecimento e experiência que os qualificariam para aconselhar o Presidente Stalin em suas relações com os EUA e a Grã-Bretanha. Maisky não acreditava que esse fosse o motivo, mas sim a carta de Churchill de 5 de maio de 1943 informando Stalin do adiamento da Segunda Frente até a primavera de 1944. A esposa de Maisky concordou, ao dizer à esposa de Jock Balfour, que ela o marido foram chamados porque Maisky não havia conseguido obter a segunda frente contra os alemães. 
Maisky liderou diversas comissões planejando possíveis estratégias Soviéticas para acabar com a guerra e para o pós-guerra. A comissão de Maisky concentrou-se particularmente no desmembramento da Alemanha, reparações pesadas (incluindo trabalho forçado), punição severa de criminosos de guerra e na ocupação Soviética de longo prazo. Ele também recomendou a manutenção de uma "Polônia viável", embora com fronteiras significativamente modificadas. Em termos de planejamento pós-guerra, Maisky imaginou uma Europa com "um forte poder terrestre, a URSS, e apenas um forte poder marítimo, a Grã-Bretanha". Suas preocupações com o que ele considerava uma hostilidade ideológica americana o levaram a ver a Grã-Bretanha como um parceiro de longo prazo mais viável, já que ele acreditava que eles seriam mais conservadores na política do pós-guerra. Ele também antecipou uma luta entre os dois, o que tornaria a Grã-Bretanha mais próxima da União Soviética.
Diferentemente de Litvinov e Andrei Gromiko, que também participaram da comissão, Maisky previa que o maior perigo para a União Soviética seria a tecnologia dos EUA e o grande número de homens chineses organizados contra a URSS. A possibilidade de uma guerra entre a China comunista e a União Soviética poderia parecer uma proposta atraente para os EUA e seus aliados, no entanto, Nixon percebeu que tal eventualidade, nas palavras de Kissinger, "perturbaria o equilíbrio global". Desse modo, Nixon deu o passo mais ousado de sua presidência e disse à União Soviética que os EUA não ficariam ociosos se a União Soviética atacasse a China.
Maisky juntou delegações soviéticas para as conferências em Yalta e Potsdam . 
Em 1945, aposentou-se do serviço ativo na diplomacia Soviética e se dedicou à história. A partir de 1946, foi membro da Academia Soviética de Ciências. Em 1953, pouco antes da morte de Stalin, ele foi preso e condenado a seis anos de prisão por suposta espionagem. Em 1955, no entanto, foi libertado, isento de todas as acusações e totalmente reabilitado. Em 1966, Maisky assinou a chamada "Carta dos 25", organizada por escritores, cientistas e figuras culturais da União Soviética, dirigida a Leonid Brezhnev e expressando oposição a uma possível reabilitação da figura de Stalin.
 

No entanto, Maisky permaneceu leal a Leonid Brezhnev e se recusou a ter simpatia pelos dissidentes do final do período soviético. Quando, em 1968, o sobrinho de Maxim Litvinov com alguns colegas se manifestaram contra a invasão soviética da Checoslováquia, Maisky telefonou para a filha de Litvinov, Tanya, que confirmou que era verdade. Maisky ficou tão chocado que se recusou a ter mais contato com os Litvinov.